# 에이마위던

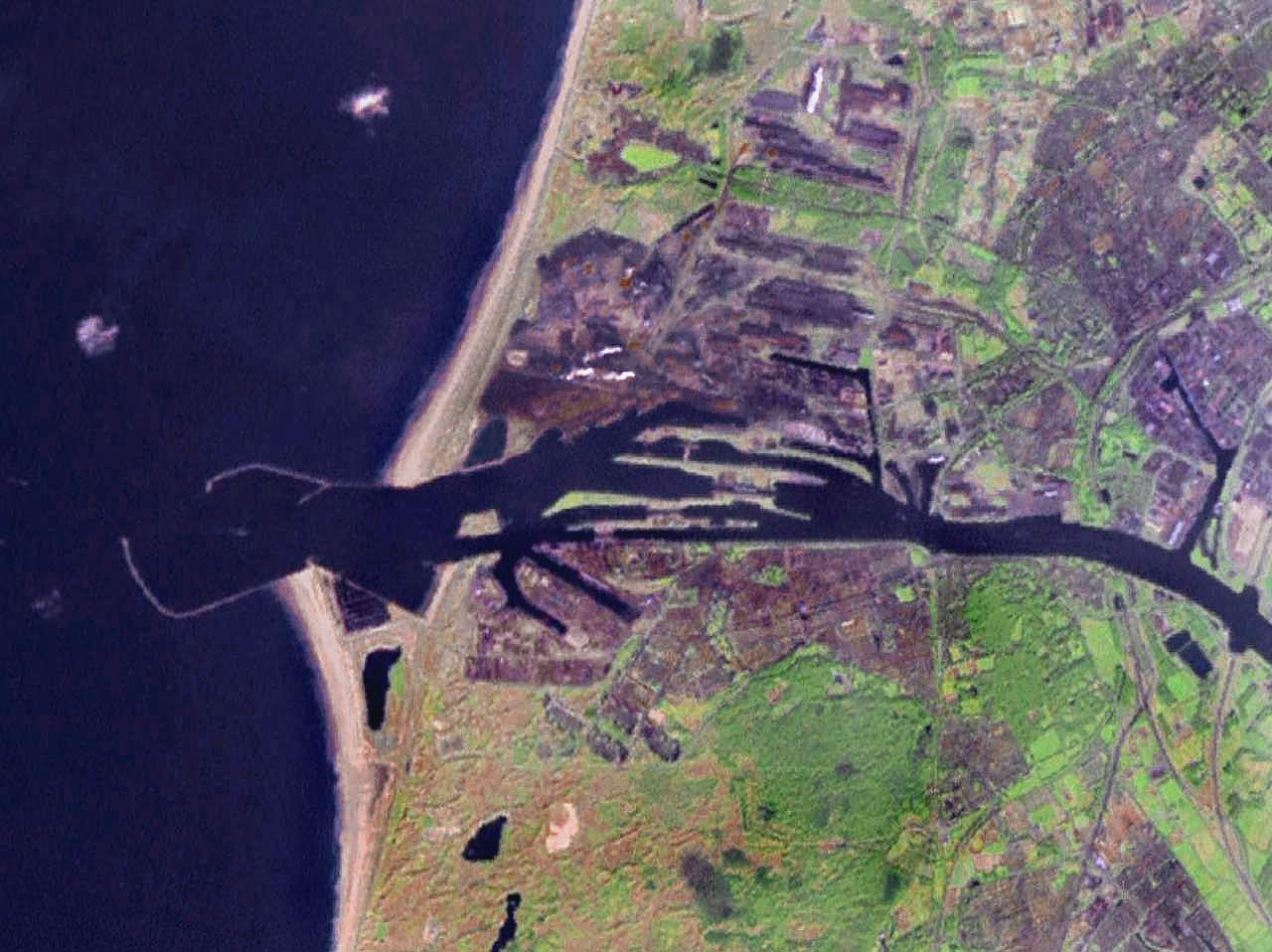
에이마위던

에이마위던의 위치

에이마위던(네덜란드어: IJmuiden)은 네덜란드 서부 노르트홀란트주 펠선에 위치한 도시로 인구는 30,160명(2013년 기준)이다. 도시 이름은 네덜란드어로 "에이(IJ)의 어귀"를 뜻한다.
북해 운하와 암스테르담을 연결하는 길목에 위치하며 하를럼에서 북쪽으로 약 17km 정도 떨어진 곳에 위치한다. 노르트홀란트 주와 북해를 연결하는 관문 역할을 하는 항구 도시로서 철강 산업 시설이 들어서 있다.

## 사진

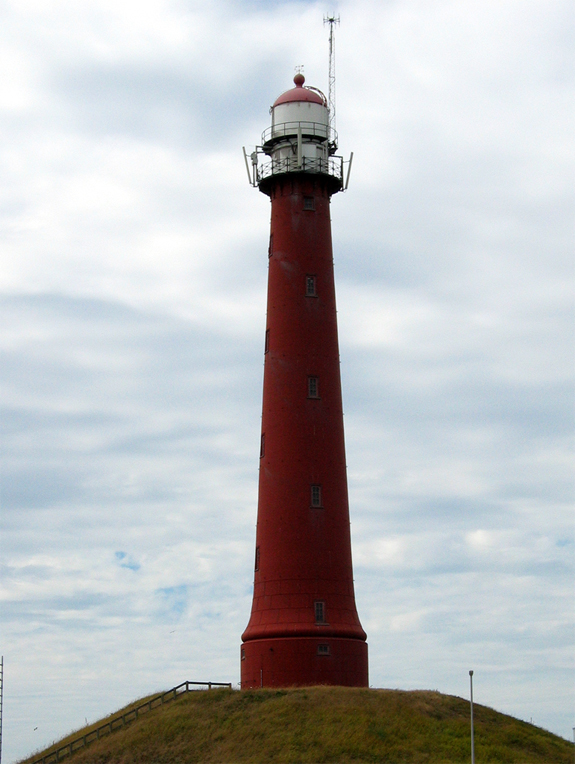
에이마위던의 등대
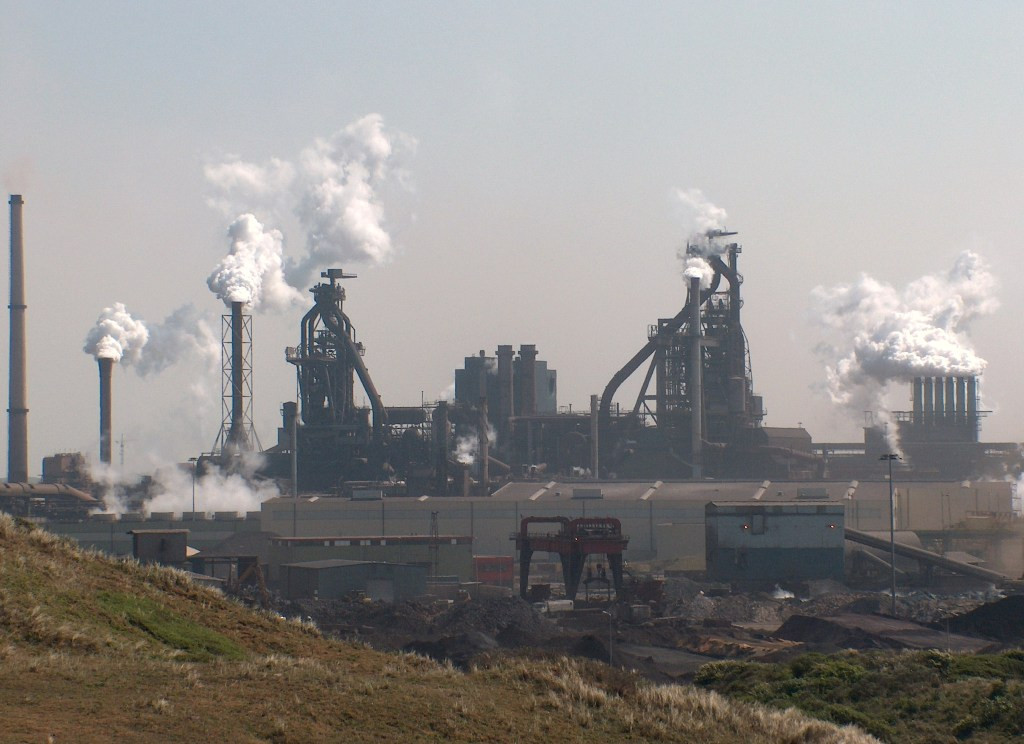
에이마위던의 제철소
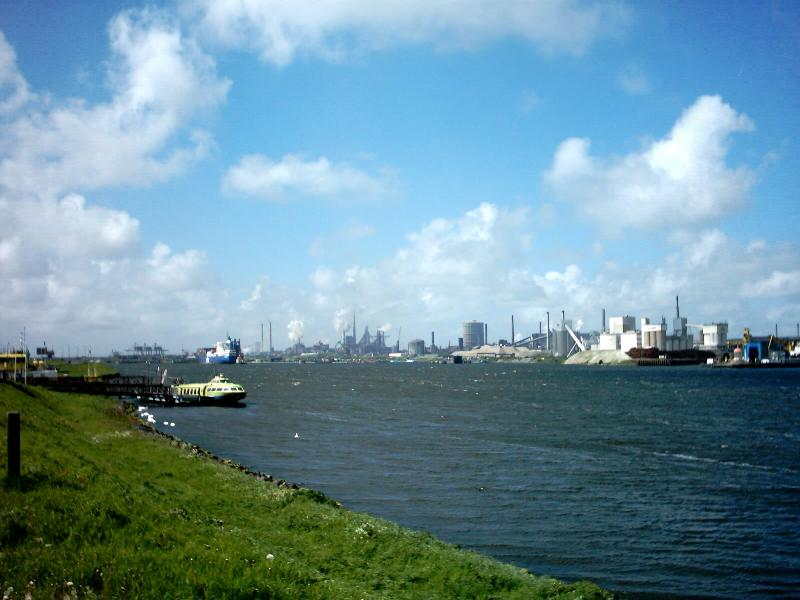
북해 운하와 에이마위던
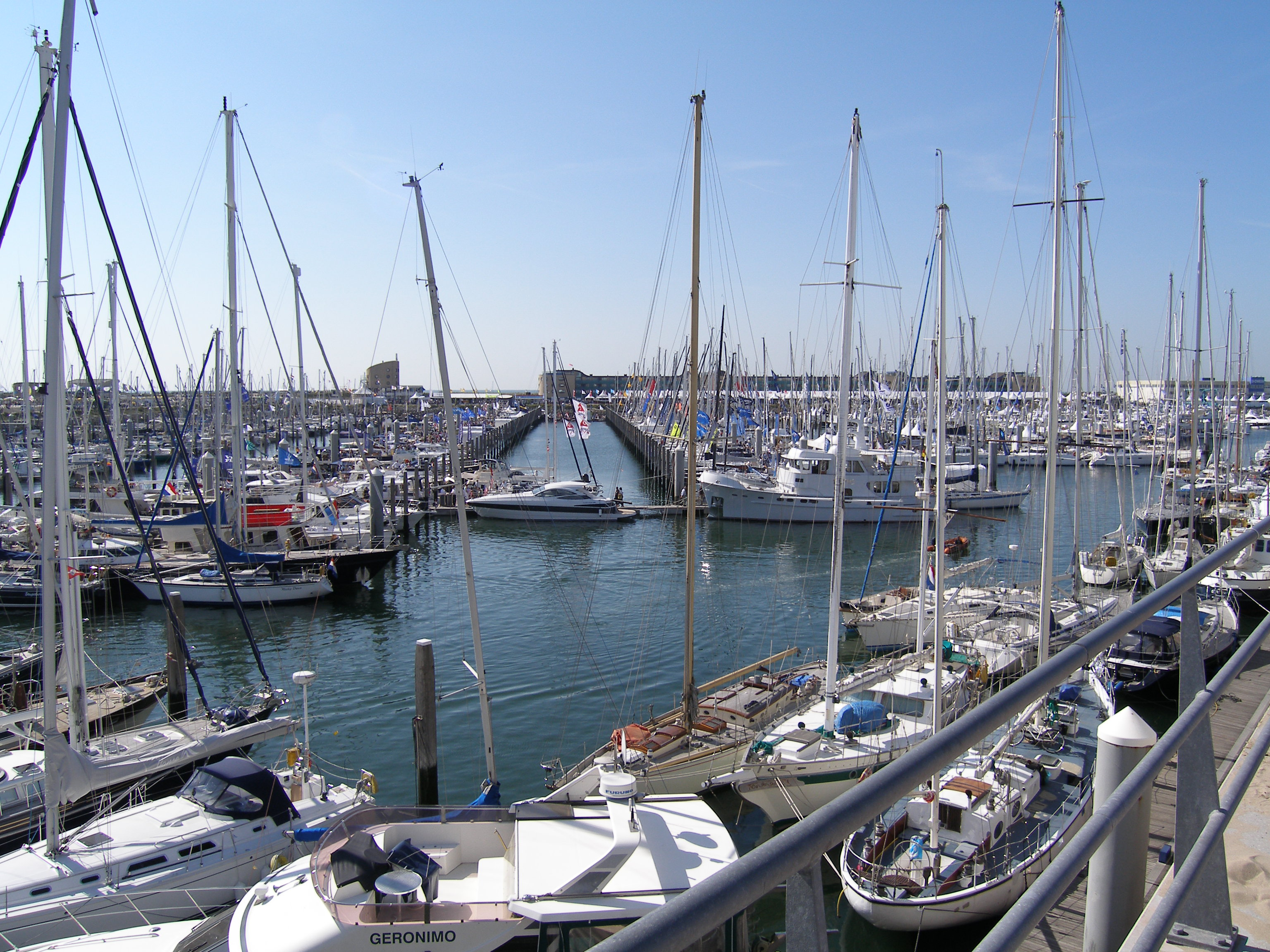
에이마위던의 마리나
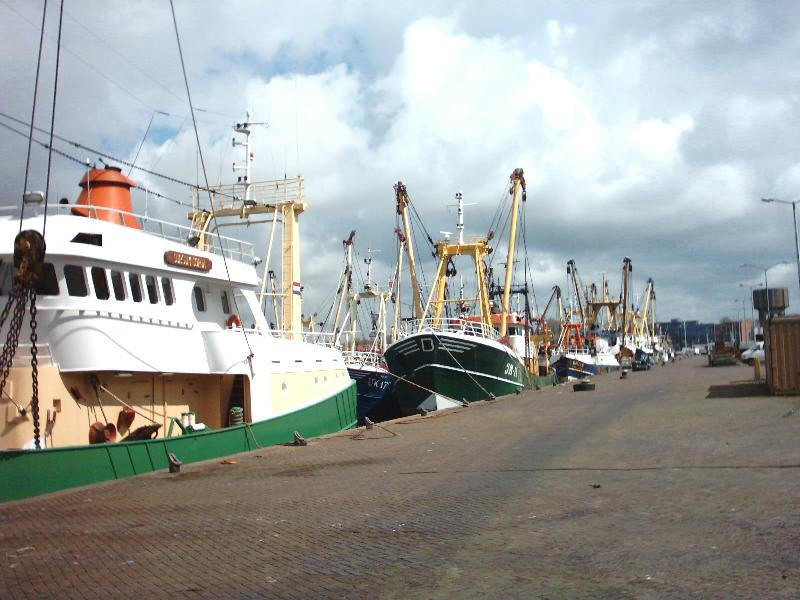
에이마위던에 정박 중인 어선들
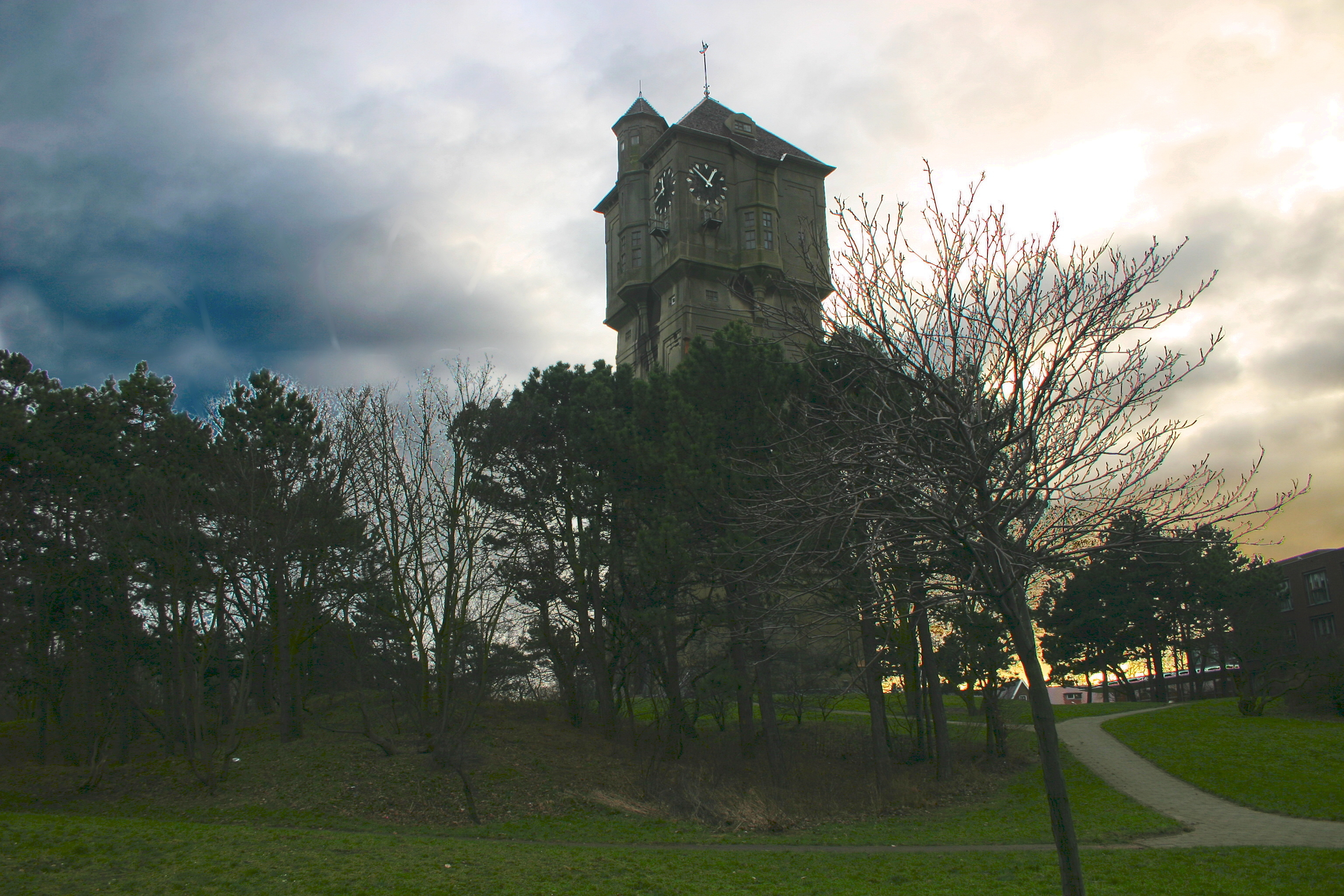
에이마위던의 옛 급수탑